# Museu do Humor Cearense
O Museu do Humor Cearense é um equipamento cultural localizado na cidade de Fortaleza, no corredor cultural do Benfica, aberto em abril de 2014, anexo ao Teatro Chico Anysio.

## História
Foi inaugurado em abril de 2014 o Museu do Humor Cearense, que funciona com uma vasta programação: Exposição, Vídeos e Shows de Humor. O Museu surgiu no sentido de contar o motivo do Ceará ser um Estado de Graça e dizer de onde vem nossa gaiatice, mostrando através de seu acervo como esta cultura se sustenta até os dias de hoje, e cada vez mais forte. O cearense é doido por humor. O turista tem grande curiosidade para saber como e porque somos este povo alegre. O MHC conta esta história.
O MHC tem em seu acervo mais de 2.000 livros específicos de Humor, na Biblioteca Professor Raimundo; peças doadas pelo humorista Chico Anysio, como Busto do artista em bronze; o Troféu Imprensa, recebido das mãos de Silvio Santos em 1985, pelo melhor programa humorístico do ano; Troféu Prof. Raimundo, recebido por Chico em Maranguape; Urna das cinzas do artista, doada pela esposa do humorista em evento acontecido na Praça do Ferreira, dia 12 de Abril de 2012 (na comemoração do Dia do Humorista); Jaleco do Professor Raimundo; Máquina de Datilografia do artista; documentos oficiais sobre a criação do Dia do Humorista; matérias de jornais, cartazes e panfletos de shows, livros, CDs e Fitas Cassetes lançados pelos comediantes locais.
A Praça do Ferreira é um capítulo à parte da história do Ceará e está representada no Museu pela Coluna da Hora, o Bode Ioiô, o Cajueiro da Mentira, a Vaia ao Sol e os seus dois Bancos mais famosos: Banco da Opinião Pública e o Banco da Democracia. No Museu ainda há: a Sala dos Troféus, Sala de Vídeo, Sala Cine Holliúdy e a Budega do Riso.